# Potamothrix heuscheri
Potamothrix heuscheri är en ringmaskart som först beskrevs av Bretscher 1900.  Potamothrix heuscheri ingår i släktet Potamothrix och familjen glattmaskar. Arten är reproducerande i Sverige. Inga underarter finns listade i Catalogue of Life.